# Rue Jean de La Fontaine
Die Rue Jean de La Fontaine ist eine Straße im Gebiet des alten Dorfes Auteuil, das südlich des alten Dorfes Passy liegt, heute aber ein Viertel (Quartier) des gleichnamigen 16. Arrondissements von Paris, Passy, ist.

## Lage
Die Straße beginnt auf der Höhe der Rue de Boulainvilliers und Rue de l’Assomption in der Verlängerung der Rue Raynouard und Rue d’Auteuil.
Die Straße kann mit der Metro erreicht werden über die Stationen Jasmin und Michel-Ange – Auteuil (Linien   und ) oder mit dem Bus der Linien  RATP 22, 52 und 70. 

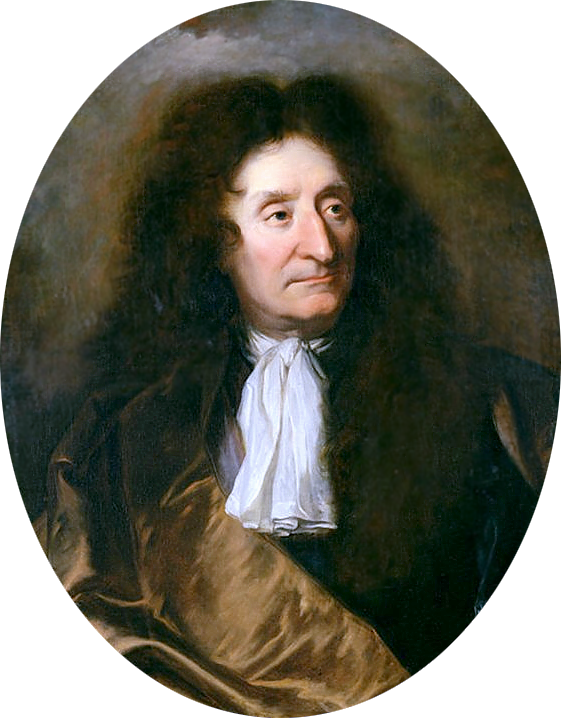
Jean de La Fontaine im Jahr 1690

## Namensursprung
Die Rue La Fontaine erhielt ihren heutigen Namen am 2. Oktober 1865 zu Ehren des französischen Schriftstellers Jean de La Fontaine (1621–1695); er hatte einen Großteil seines Lebens in Auteuil verbracht. Ursprünglich hieß die Straße Rue (oder Chemin) de la Fontaine, denn hier gab es eine Quelle (Brunnen = französisch fontaine).

## Geschichte
Die Straße wurde per Erlass vom 2. Oktober 1865 durch die Zusammenlegung zweier Straßen, die man auf dem Plan de Roussel von 1730 erkennen kann, als alleiniger Weg nach Passy gebildet. 
Die Rue La Fontaine ist die südliche Verlängerung der Rue Raynouard, die eine der Nobelstraßen des alten Dorfes Passy war und noch immer eine bevorzugte Adresse in Paris ist. Getrennt werden die auf einer ziemlich geraden Linie liegenden Straßen durch die Place du Docteur Hayem, von der aus die 962 Meter lange Rue La Fontaine in südwestlicher Richtung bis zur Rue d’Auteuil verläuft.

## Berühmte Personen, die mit dieser Straße verbunden waren

Haus Nr. 60 in typischem Guimard-Stil

Das Geburtshaus von Marcel Doret

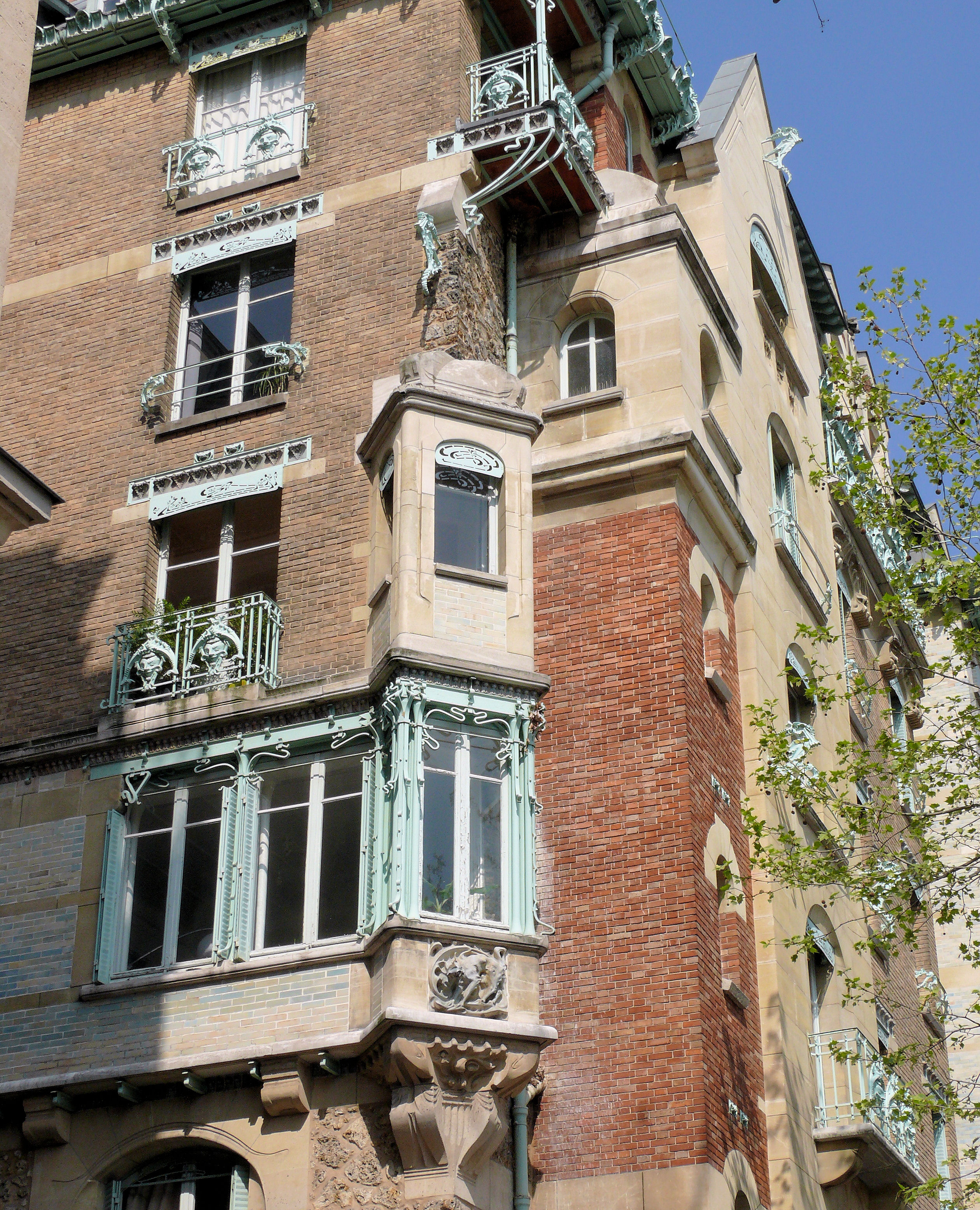
Castel Beranger

Die Rue La Fontaine war Geburtsstätte und Wohnort einiger namhafter Persönlichkeiten. 
Am 10. Juli 1871 erblickte in dieser Straße der französische Schriftsteller Marcel Proust das Licht der Welt und fast genau 25 Jahre später, am 13. Mai 1896, wurde in dem dortigen Haus mit der Nummer 96 (Foto links) der für seine Flugkünste bekannte Pilot Marcel Doret geboren.
Der Bühnenschauspieler Léonide Charvin (1836–1891) lebte lange in der Rue La Fontaine; unweit der Ecke, von der heute eine Abzweigung in eine nach ihm benannte Straße führt. Diese trägt den Namen Agar und nimmt Bezug auf seinen Künstlernamen, den er sich in Anlehnung an einen biblischen Mythos zugelegt hat. Gemäß Kapitel 16 der Genesis war Agar eine ägyptische Sklavin von Sara, der Frau des Abraham, die lange Zeit kein Kind gebären konnte. Um ihrem Mann aber einen Sohn zu schenken, übergab sie ihm ihre Magd Agar, die prompt schwanger wurde und dem Abraham einen Sohn gebar, der den Namen Ismael erhielt. Kapitel 21 der Genesis berichtet darüber, dass Agar und Ismael vertrieben wurden, nachdem Sara später doch schwanger wurde und Abraham einen Sohn namens Isaak schenkte. 
Auch der Operettenkomponist Claude Terrasse (1867–1923), den viele für den legitimen Nachfolger des großen Jacques Offenbach (1819–1880) hielten, lebte – und starb – in der Rue La Fontaine.
Ferner lebte anscheinend auch die Schauspielerin Juliette Drouet (1806–1883) eine Zeitlang in dieser Straße, wo sich an der Ecke zur Rue George Sand ein nach ihr benanntes Gebäude – das Maison Juliette Drouet – befand.
Außerdem befindet sich bei Nummer 14 dieser Straße das Castel Béranger, das erste große Werk des Architekten Hector Guimard (1867–1942). Guimard war Erbauer mehrerer Objekte in dieser Straße, so auch des Hauses Nummer 60 (Foto rechts), das heute als Studentenwohnheim dient.